# Unione Calcio Sampdoria 1946-1947
Questa voce raccoglie le informazioni riguardanti l'Unione Calcio Sampdoria nelle competizioni ufficiali della stagione 1946-1947.

## Organigramma societario
Area direttiva
- Presidente: Piero Sanguineti

Area tecnica
- Allenatore: Giuseppe Galluzzi poi dal 23 aprile Giovanni Battista Rebuffo

## Divise
| Prima divisa |

## Rosa
| N. |                   | Ruolo | Calciatore        |
| -- | ----------------- | ----- | ----------------- |
|    | Italia (bandiera) | P     | Pietro Bonetti    |
|    | Italia (bandiera) | P     | Luigi Carzino     |
|    | Italia (bandiera) | P     | Satiro Lusetti    |
|    | Italia (bandiera) | D     | Dino Bovoli       |
|    | Italia (bandiera) | D     | Sergio Piacentini |
|    | Italia (bandiera) | D     | Carlo Pischianz   |
|    | Italia (bandiera) | D     | Luigi Zorzi (I)   |
|    | Italia (bandiera) | C     | Luigi Bertani     |
|    | Italia (bandiera) | C     | Marco Borrini     |
|    | Italia (bandiera) | C     | Osvaldo Fattori   |
|    | Italia (bandiera) | C     | Gustavo Fiorini   |

| N. |                   | Ruolo | Calciatore                |
| -- | ----------------- | ----- | ------------------------- |
|    | Italia (bandiera) | C     | Fabio Frugali             |
|    | Italia (bandiera) | C     | Bruno Gramaglia           |
|    | Italia (bandiera) | C     | Luigi Parodi              |
|    | Italia (bandiera) | C     | Ernesto Matteo Poggi (II) |
|    | Italia (bandiera) | C     | Mario Silvestrelli        |
|    | Italia (bandiera) | A     | Giuseppe Baldini          |
|    | Italia (bandiera) | A     | Giorgio Barsanti          |
|    | Italia (bandiera) | A     | Adriano Bassetto          |
|    | Italia (bandiera) | A     | Ernani D'Alconzo          |
|    | Italia (bandiera) | A     | Edmondo Fabbri (V)        |

## Risultati

### Serie A

#### Girone di andata
| Arbitro: | Pizziolo (Firenze) |

|                      |           |              |
| Amadei 48’, 74’, 80’ | Marcatori | 67’ Bassetto |

| Arbitro: | Dattilo (Roma) |

|             |           |  |
| Baldini 50’ | Marcatori |  |

| Arbitro: | Bernardi (Bologna) |

|             |           |             |
| Mazzola 32’ | Marcatori | 56’ Baldini |

| Arbitro: | Savio (Torino) |

|                  |           |           |
| Baldini 28’, 61’ | Marcatori | 3’ Gimona |

| Arbitro: | Silvano (Torino) |

|               |           |             |
| Bacchetti 40’ | Marcatori | 44’ Baldini |

| Arbitro: | Bonivento (Venezia) |

|  |           |                |
|  | Marcatori | 90’ Valcareggi |

| Arbitro: | Fornari (Bologna) |

|                                     |           |  |
| Baldini 26’ Frugali 42’ Fiorini 48’ | Marcatori |  |

| Arbitro: | Camiolo (Milano) |

|                                           |           |  |
| Koenig 22’ Puccinelli 50’, 73’ Ispiro 84’ | Marcatori |  |

| Arbitro: | Gamba (Pozzuoli) |

|  |           |              |
|  | Marcatori | 62’ Barsanti |

| Arbitro: | Pizziolo (Firenze) |

|                                                     |           |              |
| Baldini 4’, 83’ Bassetto 25’, 26’, 34’ Barsanti 46’ | Marcatori | 86’ Tavellin |

| Arbitro: | Zelocchi (Modena) |

|              |           |                                                 |
| Conti II 54’ | Marcatori | 11’, 85’ Baldini 39’, 62’ Fabbri V 84’ Bassetto |

| Arbitro: | Galeati (Bologna) |

|           |           |             |
| Persi 32’ | Marcatori | 33’ Fiorini |

| Arbitro: | Limido (Milano) |

|  |           |             |
|  | Marcatori | 38’ Baldini |

| Arbitro: | Dattilo (Roma) |

|  |           |                     |
|  | Marcatori | 49’, 53’ Del Medico |

| Arbitro: | Bellè (Venezia) |

|                        |           |             |
| Vycpálek 80’ Magni 89’ | Marcatori | 66’ Baldini |

| Arbitro: | Maurelli (Roma) |

|                           |           |                     |
| D'Alconzo 66’ Baldini 84’ | Marcatori | 4’, 39’ Bertoni III |

| Livorno 19 gennaio 1947 | Livorno              | 0 – 0 | Sampdoria | Stadio Comunale\| Arbitro: \| Dellarole (Vercelli) \| |
| Arbitro:                | Dellarole (Vercelli) |       |           |                                                       |

| Arbitro: | Bertolio (Torino) |

|  |           |              |
|  | Marcatori | 78’ Andreolo |

| Arbitro: | Dattilo (Roma) |

|                             |           |              |
| Zapirain 34’ Campatelli 78’ | Marcatori | 88’ Bassetto |

#### Girone di ritorno
| Arbitro: | Galeati (Bologna) |

|                                                   |           |  |
| Fabbri V 1’ Barsanti 9’ Fiorini 12’ Gramaglia 19’ | Marcatori |  |

| Arbitro: | Bellè (Roma) |

|                       |           |             |
| Suppi 68’ Badiali 70’ | Marcatori | 42’ Fiorini |

| Arbitro: | Bernardi (Bologna) |

|                               |           |              |
| Bassetto 47’, 62’ Fiorini 73’ | Marcatori | 15’ Menti II |

| Arbitro: | Zelocchi (Modena) |

|               |           |  |
| Puricelli 27’ | Marcatori |  |

| Arbitro: | Zambotto (Padova) |

|                    |           |                    |
| Baldini 14’ (rig.) | Marcatori | 44’ (rig.) Manente |

| Arbitro: | Bertolio (Torino) |

|                           |           |  |
| Taiti 49’ Cappello IV 77’ | Marcatori |  |

| Arbitro: | Gamba (Pozzuoli) |

|                                       |           |                                 |
| Piacentini 59’ (aut.) Della Torre 89’ | Marcatori | 31’ D'Alconzo 40’, 60’ Bassetto |

| Arbitro: | Pieri (Trieste) |

|             |           |                |
| Baldini 65’ | Marcatori | 42’ Lombardini |

| Arbitro: | Bernardi (Bologna) |

|             |           |            |
| Fiorini 33’ | Marcatori | 41’ Lushta |

| Arbitro: | Gemini (Roma) |

|                               |           |             |
| Spadavecchia 74’ Tavellin 83’ | Marcatori | 78’ Fiorini |

| Arbitro: | Bergomi (Milano) |

|                                           |           |              |
| Fiorini 8’, 14’ Baldini 64’ D'Alconzo 81’ | Marcatori | 70’ Rossetti |

| Arbitro: | Camiolo (Milano) |

|                           |           |              |
| Barsanti 59’ Bassetto 84’ | Marcatori | 42’ Sandroni |

| Arbitro: | Silvano (Torino) |

|                                     |           |                    |
| Baldini 65’ Fiorini 70’ Frugali 77’ | Marcatori | 80’ (rig.) Pernigo |

| Arbitro: | Tassini (Verona) |

|            |           |  |
| Romani 59’ | Marcatori |  |

| Arbitro: | Carpani (Milano) |

|  |           |                                |
|  | Marcatori | 39’, 89’ Boniperti 86’ Astorri |

| Arbitro: | Bertolio (Torino) |

|                |           |             |
| Penzo 51’, 83’ | Marcatori | 89’ Baldini |

| Arbitro: | Agnolin (Bassano del Grappa) |

|                   |           |             |
| Bassetto 61’, 83’ | Marcatori | 23’ Taccola |

| Arbitro: | Guarda (Venezia) |

|                |           |  |
| Santamaria 65’ | Marcatori |  |

| Arbitro: | Coppolone (Bari) |

|             |           |                                                       |
| Baldini 77’ | Marcatori | 53’, 86’ Campatelli 61’ Neri II 80’ Muci 82’ Zapirain |

## Statistiche

### Statistiche di squadra
| Competizione | Punti | In casa | In casa | In casa | In casa | In casa | In casa | In trasferta | In trasferta | In trasferta | In trasferta | In trasferta | In trasferta | Totale | Totale | Totale | Totale | Totale | Totale | DR |
| Competizione | Punti | G       | V       | N       | P       | Gf      | Gs      | G            | V            | N            | P            | Gf           | Gs           | G      | V      | N      | P      | Gf     | Gs     | DR |
| ------------ | ----- | ------- | ------- | ------- | ------- | ------- | ------- | ------------ | ------------ | ------------ | ------------ | ------------ | ------------ | ------ | ------ | ------ | ------ | ------ | ------ | -- |
| Serie A      | 36    | 19      | 10      | 4       | 5       | 36      | 24      | 19           | 4            | 4            | 11           | 20           | 28           | 38     | 14     | 8      | 16     | 56     | 52     | +4 |
| Totale       |       | 19      | 10      | 4       | 5       | 36      | 24      | 19           | 4            | 4            | 11           | 20           | 28           | 38     | 14     | 8      | 16     | 56     | 52     | +4 |

### Statistiche dei giocatori
| Giocatore       | Serie A | Serie A |
| Giocatore       | Pres    | Gol     |
| --------------- | ------- | ------- |
| G. Baldini      | 37      | 18 (*)  |
| G. Barsanti     | 34      | 4       |
| A. Bassetto     | 30      | 13      |
| L. Bertani      | 9       | 0       |
| P. Bonetti      | 25      | -30     |
| M. Borrini      | 30      | 0       |
| D. Bovoli       | 3       | 0       |
| L. Carzino      | 0       | 0       |
| E. D'Alconzo    | 11      | 3       |
| E. Fabbri (V)   | 30      | 3       |
| O. Fattori      | 35      | 0       |
| G. Fiorini      | 31      | 10      |
| F. Frugali      | 17      | 2       |
| B. Gramaglia    | 29      | 1       |
| S. Lusetti      | 13      | -22     |
| L. Parodi       | 1       | 0       |
| S. Piacentini   | 27      | 0       |
| C. Pischianz    | 12      | 0       |
| E.M. Poggi (II) | 5       | 0       |
| M. Silvestrelli | 3       | 0       |
| L. Zorzi (I)    | 36      | 0       |

(*) Non computata una rete segnata a Venezia. La partita (XIII giornata) fu sospesa per invasione di campo. La vittoria fu assegnata a tavolino alla Sampdoria.